# Liliput (motorfiets)
Liliput is een historisch merk van motorfietsen.
Mech. Werkst. Alfred Raiser, Köln (1923-1926). 
Duits merk dat in kleine aantallen motorfietsen met inbouwmotoren van Namapo, DKW, Baumi, Gruhn en andere leveranciers produceerde.